# Knölgrynna
Knölgrynna (Phlebia femsjoeensis) är en svampart som först beskrevs av Litsch. & S. Lundell, och fick sitt nu gällande namn av J. Erikss. & Hjortstam 1981. Knölgrynna ingår i släktet Phlebia och familjen Meruliaceae.  Arten är reproducerande i Sverige. Inga underarter finns listade i Catalogue of Life.